# Tuberóza hlíznatá
Tuberóza hlíznatá (Polianthes tuberosa, ve staré literatuře i Polyanthes), známá též jako nocovka, noční hyacint nebo bělokvět, je vytrvalá rostlina s výrazným, bílým, silně vonícím květenstvím. Oblíbena byla zejména v období secese. Je zdrojem vonných silic. Rodové jméno vychází z latinského slova tuberosus, které znamená zduřelý a vztahuje se ke kořenovým hlízám. Podle taxonomického systému APG III patří do čeledi chřestovitých (Asparagaceae), kde je řazena do podčeledi agávových (Agavoideae).

## Výskyt
Původní je v Mexiku, spolu s dalšími druhy rodu Polianthes. Zde obývá i sušší místa a v teplých oblastech vystupuje až do 2500 m n. m.
Protože tuto atraktivní rostlinu brzy po objevení Ameriky Portugalci nebo Nizozemci přenesli k pěstování do jižní Asie, zejména do východní Indie, odkud se široce rozšířila, je ve starší literatuře jako země původu mylně uváděna Indie.

## Popis

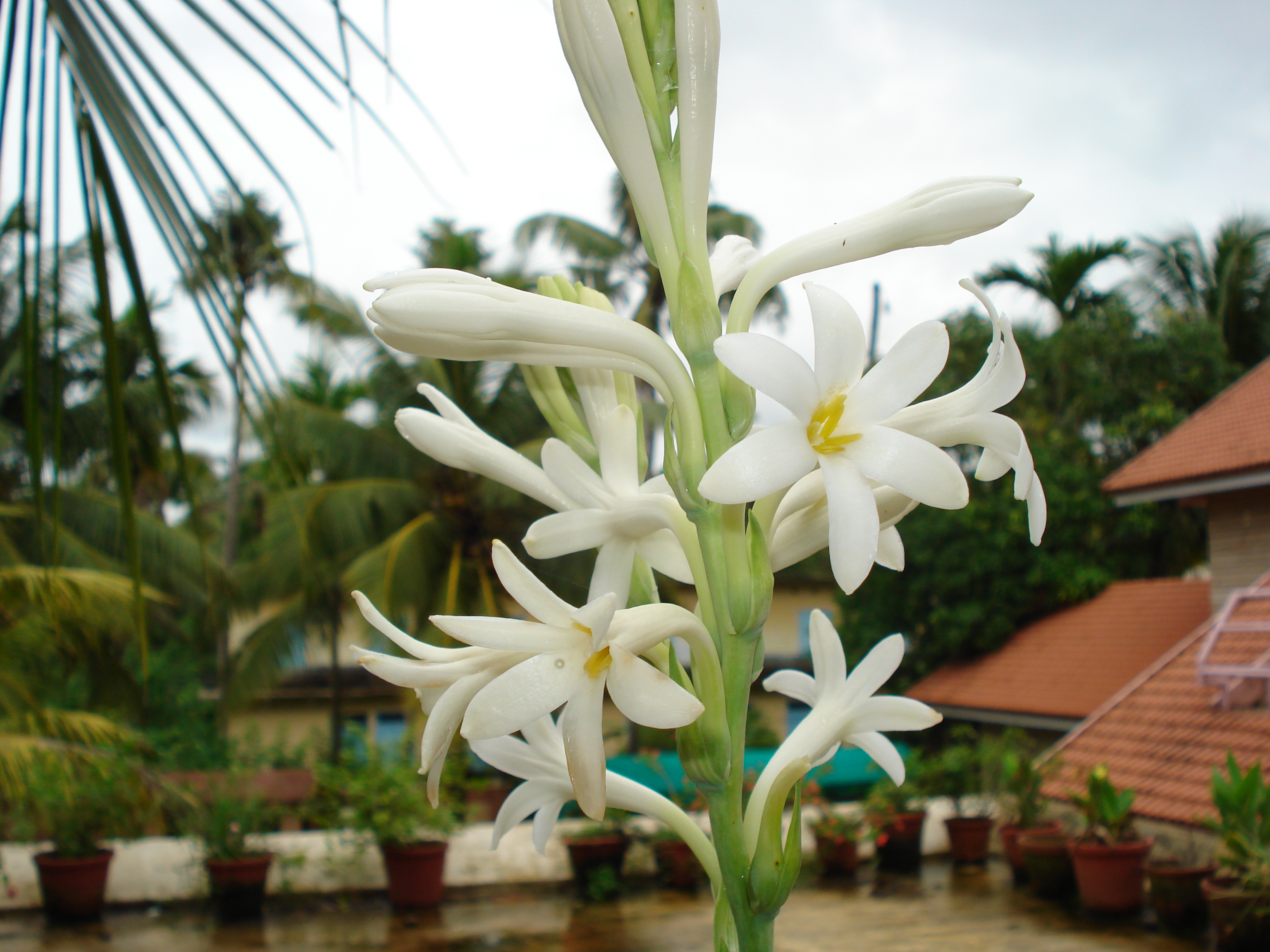
Květy tuberózy

Rostlina si vytváří zásobní hlízy, mírně připomínající cibuli. Z pevné, dužnaté hlízy vyrůstají trávovité, až 30 cm dlouhé listy. Z trsu listů vyraší 50 až 100 cm vysoký stvol, někdy i více stvolů. Je řídce porostlý krátkými lístky. V horní části stvolu jsou v dlouhém klasovitém hroznu uspořádané květy. Mají dlouhou úzkou trubku, která napřed roste vzhůru a pak se stáčí kolmo ke stolu. Na její bázi jsou zelené listeny. Koruna je široce rozevřená se 6 okvětními lístky. Plnokvěté kultivary mají lístky zmnožené. Jsou voskově bílé, někdy s narůžovělými špičkami až narůžovělé, vzácně žluté. Blizna je trojklaná. Květy mají specifickou, intenzivní až omamnou vůni. Otevírají se v noci a jsou velmi trvanlivé. Semeník je trojpouzdrý, spodní a dozrává v suchou tobolku s mnoha semeny.

## Použití
Je značně odolná a tak se pěstuje se v mnoha teplých oblastech, mimo Severní Ameriku např. v severní Africe, jižní Evropě, Íránu, Gruzii a zejména v Asii. Brzy po svém objevení byla přenesena do Indie, kde se stala velmi populární a šířila se dále.
Aztékové nazývali tuberózu omixochitl (společně s příbuznou Polianthes mexicana). Na Kubě ji nazývají "azucena". Na Havaji byla obvyklou pohřební květinou.
Tuberóza se stala široce užívanou v hinduistické tradici a rituálech, např. jako svatební květina, na svátek narození Budhy. Nazývá se "Rajnigandha", což znamená noční vůně. Názvy s obdobným významem má i v dalších jazycích Asie, v bengálštině, tamilštině, čínštině, japonštině.
V Evropě byla pěstována již od konce 17. století. Jako hrnková kvetoucí rostlina byla velmi oblíbena v 19. století a období secese. Byly vypěstovány také plnokvěté kultivary, populární byl kultivar 'The Pearl' ('La Perle'). Hojně se pěstovala i v Americe. V teplých oblastech je dnes rozšířena pro venkovní výsadbu.
Z květů se k získává silice pro výrobu různých voňavek, tzv. tuberózového parfému. Pěstováním pro výrobu parfémů byla proslulá jižní Francie. Silice je velmi ceněná přísada do luxusních a smyslných parfémů. Frederic Malle, majitel společnosti Editions de Parfums hodnotí její vůni takto: "Tuberóza je zajímavě kontrastní květina, ve které se snoubí dvě stránky – jedna je jásavá, svěží, slunečná, druhá tělesná, smyslná, až maličko obscénní."
Ze silice se připravuje olej, který má relaxační účinky na mysl, nervovou soustavu a svaly. Tlumí křeče a úporný kašel. Specifické složky silice stimulují části mozku odpovědné za sexuální pocity a libido. Olej je doporučován při léčbě frigidity a erektilní dysfunkce.
V obchodech se jen vzácně na jaře nabízejí hlízy, podobně jako u jiných hlíznatých květin a cibulovin.